# Bela Vista (Timóteo)
Bela Vista é um bairro do município brasileiro de Timóteo, no interior do estado de Minas Gerais. Localiza-se no distrito-sede, estando situado na Regional Sul. Segundo o censo demográfico de 2022, realizado pelo Instituto Brasileiro de Geografia e Estatística (IBGE), sua população era de 1 455 habitantes e havia 526 domicílios particulares permanentes ocupados.
De acordo com o IBGE, em 2010 a população era de 2 100 habitantes e havia 677 domicílios particulares.

## História e descrição
O bairro surgiu através de ocupações espontâneas e desorganizadas em uma área de morro, o que fez com que, historicamente, fosse associado a uma favela. Na década de 2000, obras de infraestrutura promovidas pela prefeitura otimizaram as condições de habitação. Contudo, muitas de suas vias são estreitas e inacessíveis a caminhões.
Apresenta uma dominância de habitações de classe média baixa, inclusive com registros de moradias em área de risco de deslizamentos de terra. Segundo o IBGE, sua área é considerada como favela e comunidade urbana.
A localidade se destaca por sediar as atividades do Instituto Cultural Reino do Rosário, principal representante da Guarda de Moçambique no Vale do Aço. Trata-se de um grupo que ressalta tradições de Moçambique, como música e dança, em festejos folclóricos diversos pela região e pelo Brasil. Os encontros promovidos pelo instituto em Timóteo, envolvendo a comunidade do Bela Vista, atraem centenas de participantes. Alguns dos espaços utilizados para os festejos no bairro são a Praça Manoel Vitório e a Escola Municipal Angelina Alves de Carvalho.

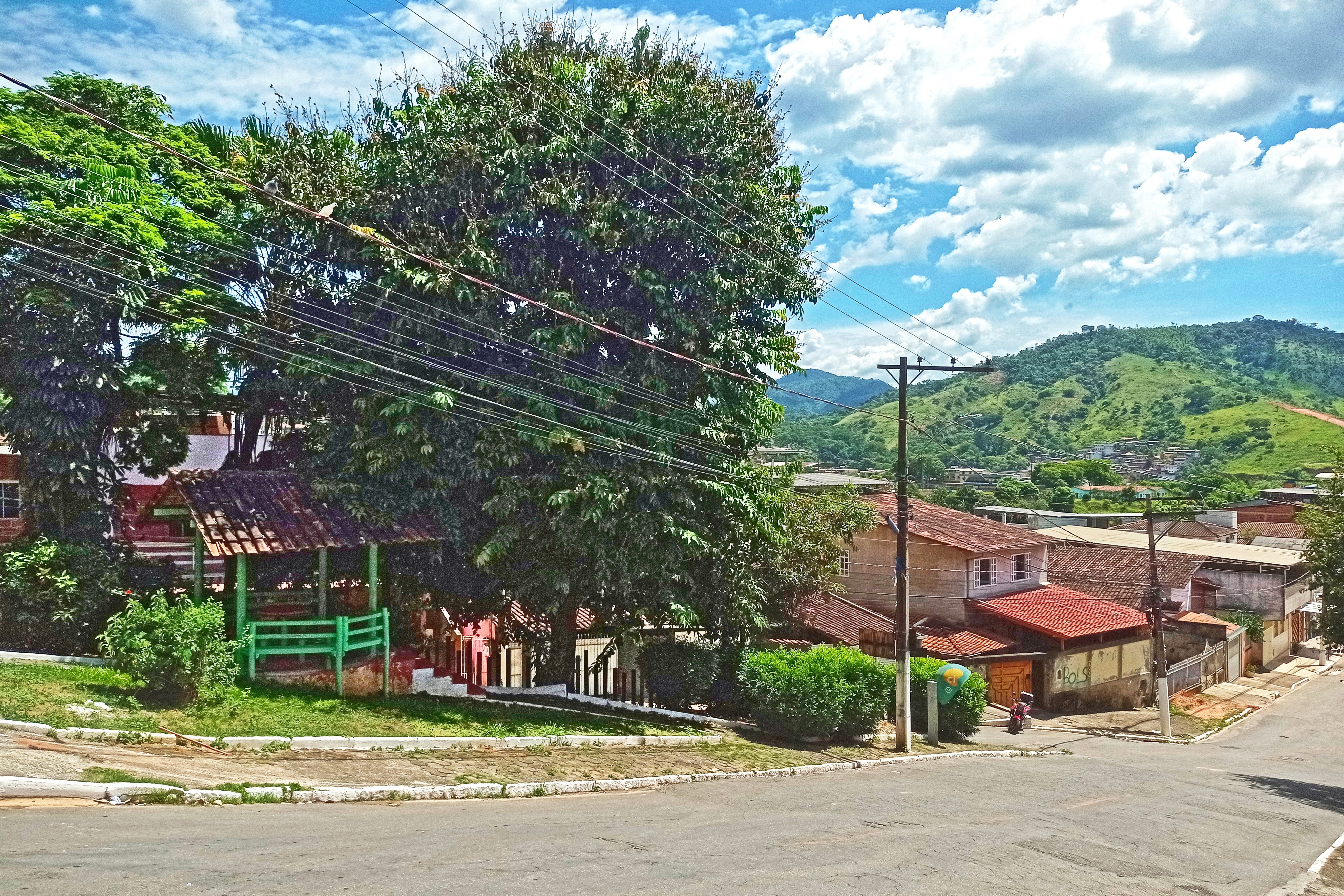
Praça Manoel Vitório e seu entorno no bairro Bela Vista
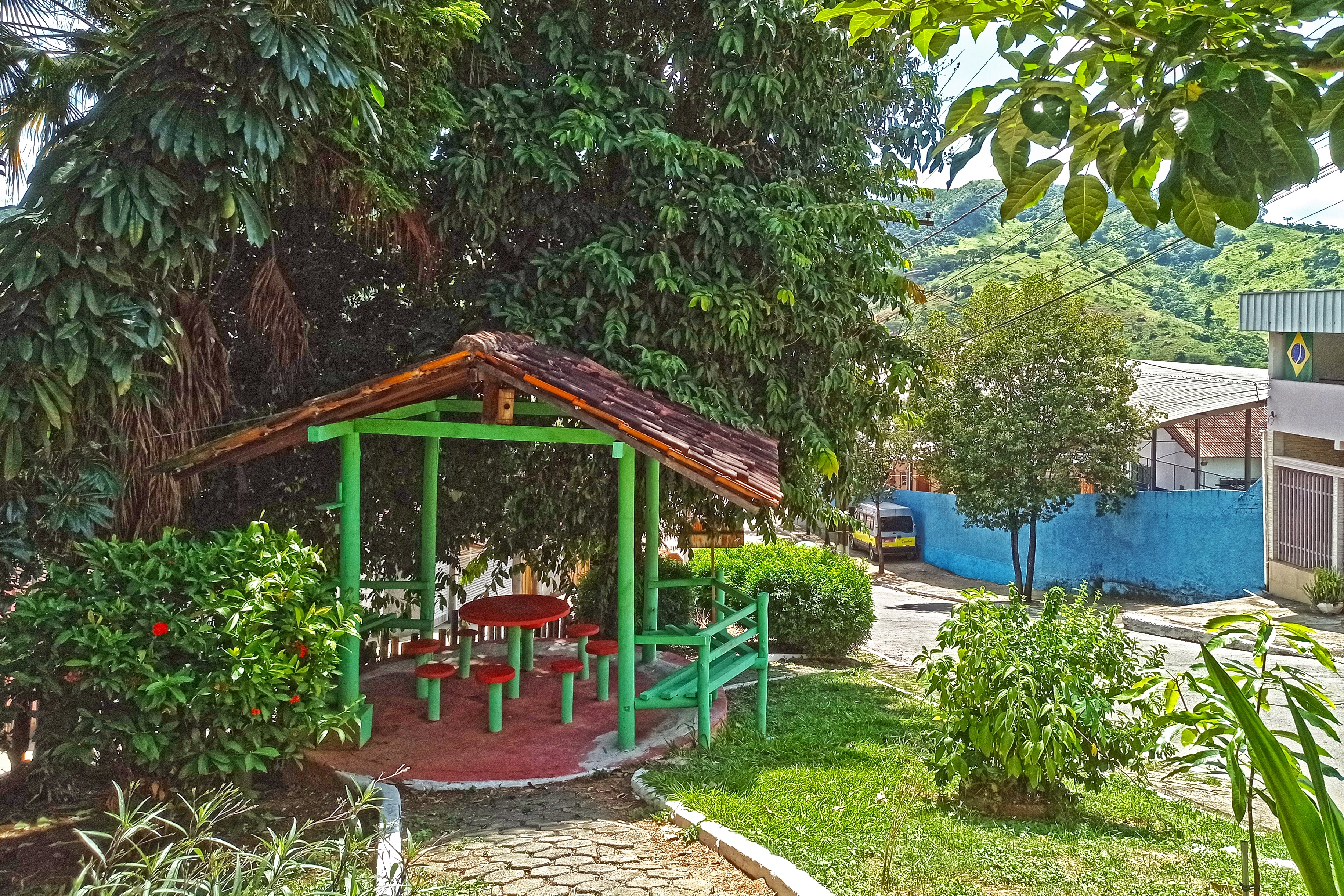
Interior da Praça Manoel Vitório
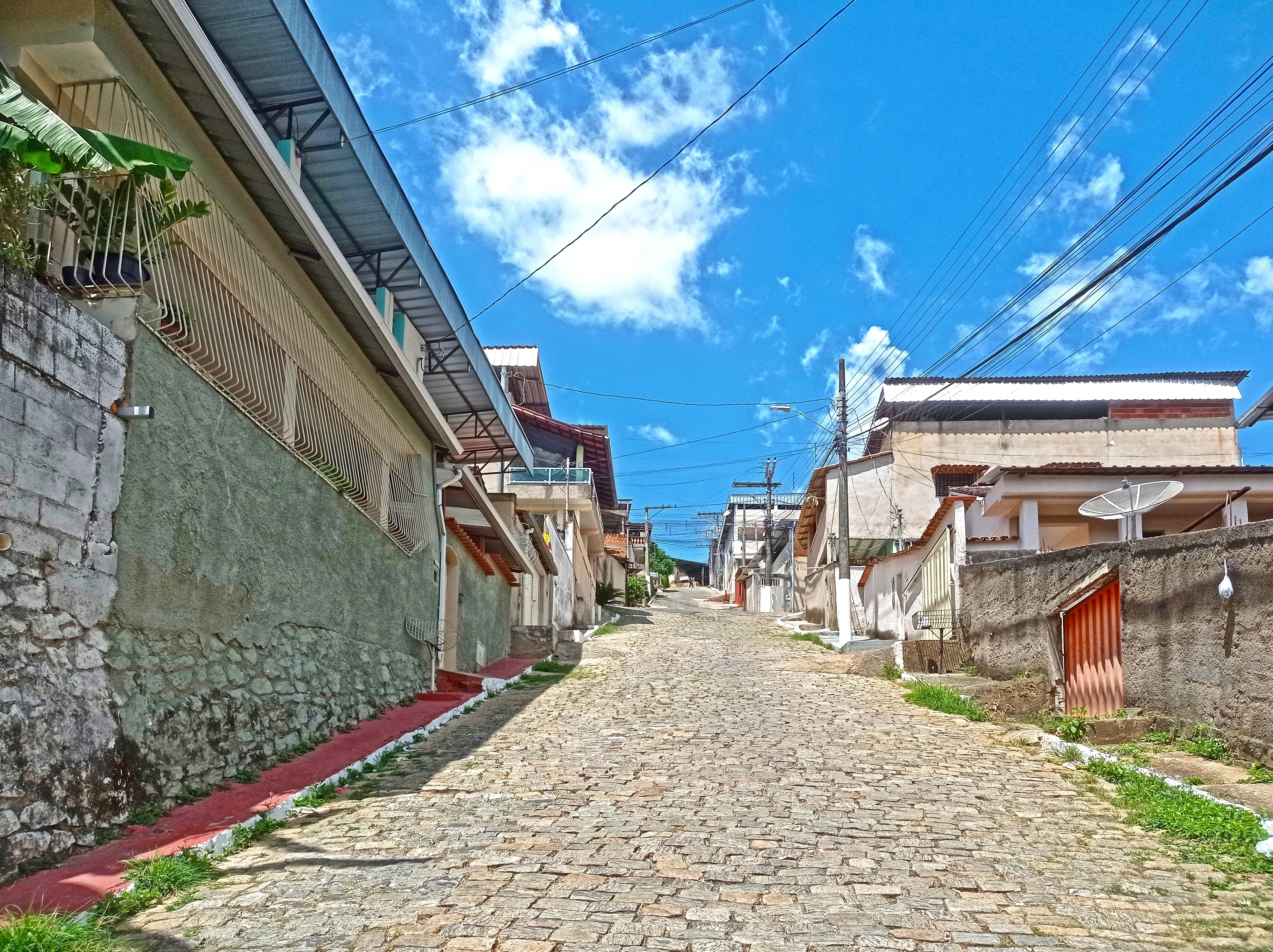
Ladeira na Rua Sete de Setembro, no interior do Bela Vista.
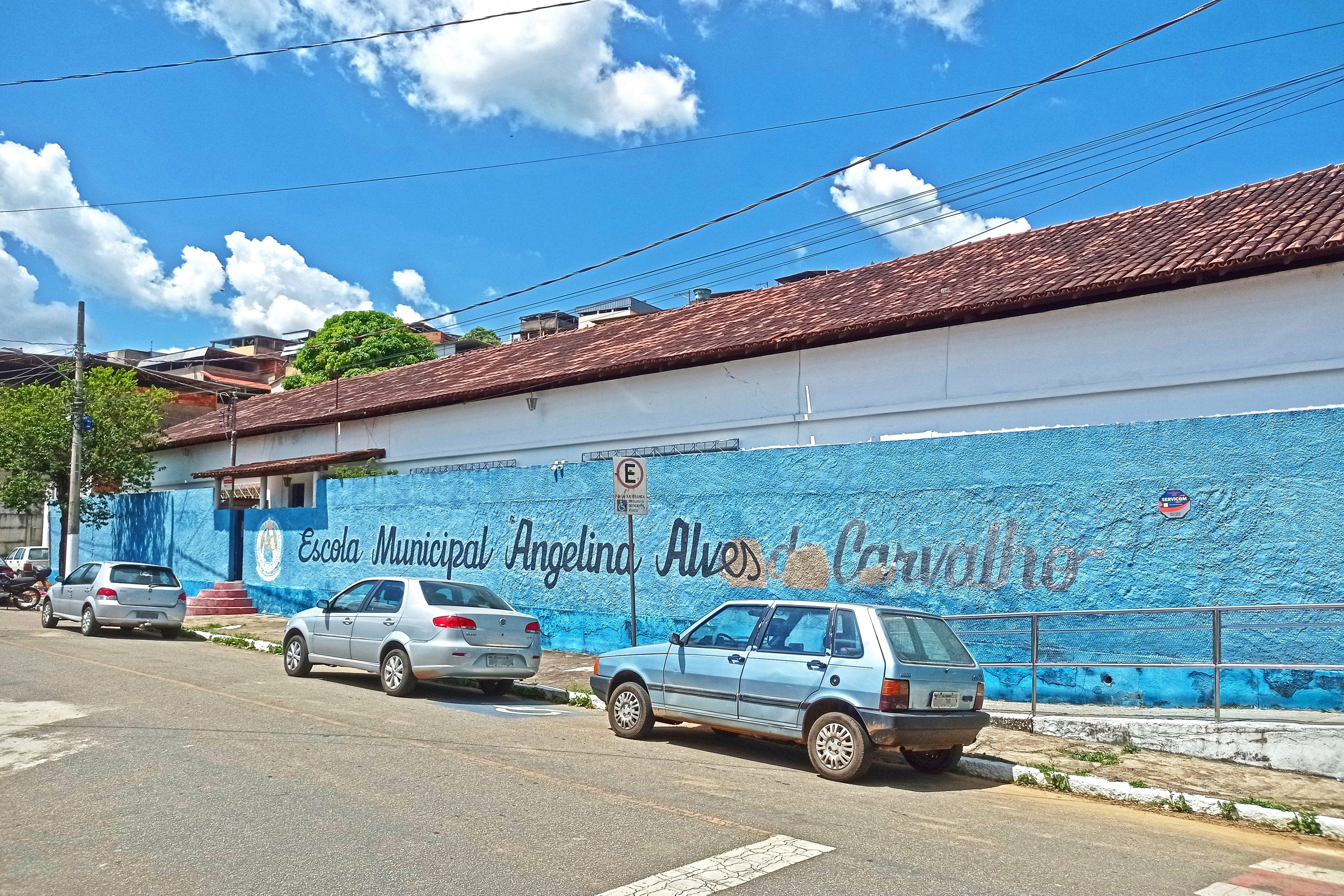
Fachada da Escola Municipal Angelina Alves de Carvalho